# František Štěpán
František Štěpán (2. srpna 1920 Kročehlavy – 2007) byl český fotbalový útočník a reprezentant Československa.

## Fotbalová kariéra
Za československou reprezentaci odehrál 22. května 1949 přátelské utkání s Rumunskem, které skončilo výhrou 3:2. Hrál za SK Kročehlavy, SK Židenice, Slavia Praha a Sokol SONP Kladno. Začínal jako útočník, končil jako obránce. Celkem odehrál v nejvyšší soutěži 181 utkání, vstřelil 58 branek. 53 z nich vstřelil v dresu Židenic, v sezoně 1942/43 byl nejlepším střelcem týmu s 21 přesným zásahem.

## Ligová bilance
| Ročník                                     | Zápasy | Góly | Klub                |
| ------------------------------------------ | ------ | ---- | ------------------- |
| Národní liga 1940/41                       | 10     | 6    | SK Židenice         |
| Národní liga 1941/42                       | 10     | 7    | SK Židenice         |
| Národní liga 1942/43                       | 22     | 21   | SK Židenice         |
| Národní liga 1943/44                       | 23     | 8    | SK Židenice         |
| Státní liga 1945/46                        | 13     | 10   | SK Židenice         |
| Státní liga 1946/47                        | 16     | 1    | SK Židenice         |
| Státní liga 1948                           | -      | 5    | SK Slavia Praha     |
| Celostátní československé mistrovství 1949 | -      | 0    | Dynamo Slavia Praha |
| Celostátní československé mistrovství 1950 | -      | 0    | Dynamo Slavia Praha |
| Mistrovství československé republiky 1952  | -      | 0    | Sokol SONP Kladno   |
| Přebor československé republiky 1953       | -      | 0    | Sokol SONP Kladno   |
| Přebor československé republiky 1954       | -      | 0    | Sokol SONP Kladno   |
| CELKEM                                     | 181    | 58   |                     |